# Igort

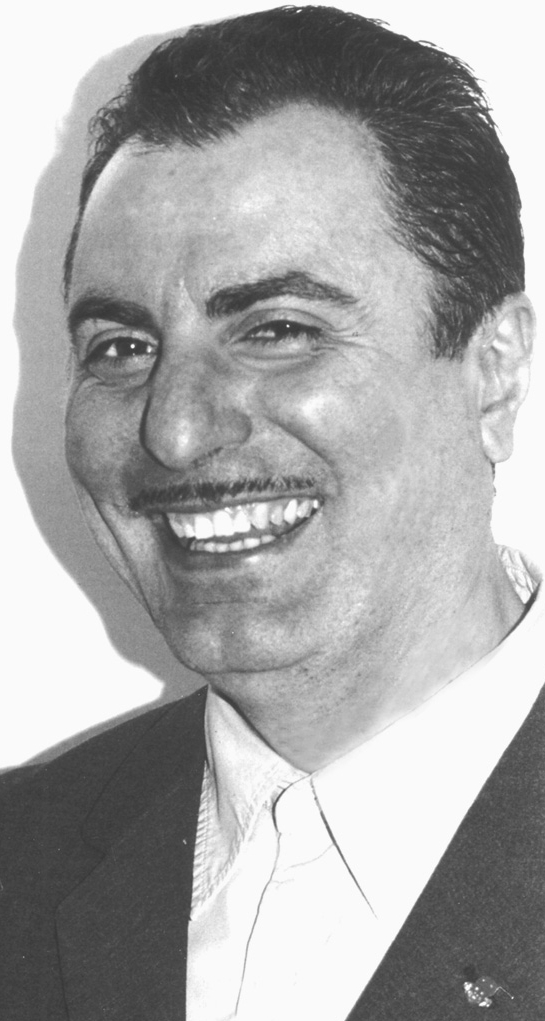
Igort

Igort (* 26. September 1958 in Cagliari als Igor Tuveri) ist ein italienischer Comiczeichner und Musiker.

## Leben
Igor Tuveri wurde als Sohn eines klassischen Komponisten in Cagliari auf Sardinien geboren. Bereits in seiner Kindheit kam er dank seines Vaters und seiner Großmutter mit russischer Musik und Literatur in Kontakt, was sein späteres Werk nachhaltig prägen sollte. Mit 20 Jahren zog Igort nach Bologna, um dort als professioneller Comiczeichner zu arbeiten. Er konnte seine ersten Arbeiten 1978 publizieren. Nach Beiträgen für das italienische Comicmagazin Linus gründete er Anfang der 1980er zusammen mit Lorenzo Mattotti, Daniele Brolli, Roberto Baldazzini und Giorgio Carpinteri die Künstlergruppe Valvoline, die ab 1981 das Independent-Comicmagazin Il Pinguino herausbrachte. Durch seine Beiträge bei Valvoline arbeitete Igort als einer der ersten europäischen Comicautoren für japanische Verlage.
Ab Ende der 1990er-Jahre veröffentlichte Igort einige experimentelle Einzelalben bei Comicverlagen in Frankreich und Italien und wurde auch in den Magazinen Métal hurlant und L´Écho des Savanes vorgestellt. In den 1990er Jahren verbrachte der Künstler immer wieder längere Zeit in Japan und zeichnete hier etwa die Serien Amore und Yuri für den japanischen Verlag Kōdansha. Seinen eigenen Verlag Coconino Press gründete er im Jahr 2000 gemeinsam mit Carlo Barbieri. Mit seinem Werk Berichte aus der Ukraine (Erinnerungen an die Zeit der UdSSR) erschien 2011 die erste Comic-Reportage des Autors. Er verbrachte dafür mehrere Monate in der Ukraine und sprach mit Zeitzeugen aus unterschiedlichen Jahrzehnten. Der Comic beschäftigt sich insbesondere mit der schweren Hungersnot Holodomor Anfang der 1930er. Seit dem ersten Tag der russischen Invasion in der Ukraine am 24. Februar 2022 dokumentiert Igort auf Facebook das Leben seiner ukrainischen Freunde im Krieg. Eine erste Sammlung dieser öffentlichen Tagebuch-Blätter erschien 2022 als zweiter Band seiner "Quaderni ucraini" (auf Deutsch 2023: Berichte aus der Ukraine 2). Weitere Comic-Reportagen widmete Igort Russland und Japan. Zum zweiten Reisebericht, den Igort Japan widmete, ist im Jahr 2018 ebenfalls die Dokumentation Manga do, Igort e la via del Manga entstanden.
Seit den 1980er-Jahren ist Igort mit verschiedenen Bands als Komponist, Sänger und Arrangeur aufgetreten und hat auch eine Reihe von Schallplatten bzw. CDs veröffentlicht.
Igort arbeitet ebenfalls als Autor und Moderator im italienischen Rundfunk RAI und verfasste Drehbücher fürs Fernsehen. Sein auf den Filmfestspielen von Venedig 2019 vorgestellter Mafia-Thriller 5 è il numero perfetto, basierend auf seinem eigenen Drehbuch nach seinem bereits 2002 veröffentlichten Comic, wurde mehrfach ausgezeichnet.

## Publikationen (Auswahl)
- Die Lethargie der Sinne. Schreiber & Leser, Hamburg 1992, 52 Seiten, vierfarbig, Hardcover, ISBN 3-922548-95-4.
- Yuri. Kodansha, Tokyo 1996, 48 Seiten, vierfarbig, Softcover, ISBN 978-4-0631-9718-1; Neuausgabe bei Coconino, Bologna 2003, ISBN 978-88-7618-320-1.
- 5 ist die perfekte Zahl. avant-verlag, Berlin 2003, 176 Seiten, zweifarbig, Softcover, ISBN 3-9807725-2-7.
- Fats Waller. avant-verlag, Berlin 2005, 136 Seiten, vierfarbig, Softcover, ISBN 978-3-9809428-5-0.
- Baobab 1. avant-verlag, Berlin 2005, 32 Seiten, Duotone, Softcover, ISBN 978-3-939080-01-5.
- Baobab 2. avant-verlag, Berlin 2006, 32 Seiten, Duotone, Softcover, ISBN 978-3-939080-20-6.
- Dimmi che non vuoi morire. mit Massimo Carlotto, Mondadori 2007, 142 Seiten, ISBN 978-88-04-51809-9.
- Berichte aus der Ukraine (Erinnerungen an die Zeit der UdSSR). Reprodukt, Berlin 2011, 180 Seiten, farbig, 17 × 24 cm, Klappenbroschur, ISBN 978-3-941099-61-6.
- Berichte aus Russland (Der vergessene Krieg im Kaukasus). Reprodukt, Berlin 2013, 176 Seiten, farbig, 17 × 24 cm, Klappenbroschur, ISBN 978-3-943143-37-9.
- My Generation. Chiarelettere, Milano 2016, 287 Seiten, vierfarbig, Softcover, ISBN 978-88-6190-853-6.
- Berichte aus Japan 1 – Eine Reise ins Reich der Zeichen. Reprodukt, Berlin 2016, 184 Seiten, farbig, 17 × 24 cm, Klappenbroschur, ISBN 978-3-95640-075-9.
- Berichte aus Japan 2 – Ein Zeichner auf Wanderschaft. Reprodukt, Berlin 2017, 184 Seiten, farbig, 17 × 24 cm, Klappenbroschur, ISBN 978-3-95640-164-0.
- Kokoro – Der verborgene Klang der Dinge. Reprodukt, Berlin 2020, 128 Seiten, farbig, 26,8 × 19 cm, Hardcover, ISBN 978-3-95640-233-3.
- Berichte aus Japan 3 – Moga, Mobo, Monster. Reprodukt, Berlin 2021, 176 Seiten, farbig,  17 × 24 cm, Klappenbroschur, ISBN 978-3-95640-282-1.
- Berichte aus der Ukraine 2 – Tagebuch einer Invasion. Reprodukt, Berlin 2023, ISBN 978-3-95640-357-6.[6]

## Filmografie

### Drehbuch
- 1998: Andy, the Shadow (Dokumentarfilm)
- 2014: Last Summer (Regie: Leonardo Guerra Seràgnoli)
- 2015: L’accabadora (Regie Enrico Pau)
- 2019: Das Spiel des Killers – 5 ist die perfekte Zahl (5 è il numero perfetto) (auch Regie)

### Regie
- 2029: Das Spiel des Killers – 5 ist die perfekte Zahl (5 è il numero perfetto)

## Diskografie
- Radetzky e gli isotopi. Funerale a Bombay Italian Records, 1982.
- Slava Trudu!! Melodico Moscovita, Phonogram, 1985.
- Slava Trudu!! Nutbush City Limits. Kom Fut Manifesto, 1987.
- Los Tres Caballeros. Nueva Nueva Tijuana (La Musica Del Pianeta Fuego), Blanco Y Negro, 1990 (Vinyl, 7", 45 RPM).
- Maccaroni Circus. Operina da Balera. Kom Fut Manifesto, 1994.
- Slava Trudu Orchestra. Mangarama. Kom Fut Manifesto, 1994.
- Slava Trudu Orchestra. La casa del dormiente. Kom Fut Manifesto 1996.
- Igort & Lo Ciceros. Casinò. Nocturne 2006.
- Igort. New York Decadence. Xanadu Music 2024.

## Auszeichnungen
- 2002 Premio "Pulcinella" des Comic Festivals Comicon in Neapel.
- 2003 Gran Premio Romics des Comic Festivals Romics in Rom für 5 è il numero perfetto (5 ist die perfekte Zahl)
- 2003 „Comic des Jahres“ für 5 ist die perfekte Zahl auf der Frankfurter Buchmesse.[7]
- 2003 Premio speciale A.N.A.F.I. (Associazione Nazionale Amici Fumetto Italiano).
- 2003 Premio Coccobill als "Bester Autor" beim Comics Festival Cartoomics in Mailand.
- 2004 Preis für das "Jazz Book of the year" beim Jazz Festival "Swing a Xirocourt" für Fats Waller.
- 2004 Premio Lo straniero al Negroamaro festival (Lecce).
- 2005 "International event of the year award" des Festival di Treviso (fumetti in TV) für Fats Waller.
- 2006 Miglior libro dell'anno des Comic Festivals Comicon in Neapel für Fats Waller.
- 2006 Prix Micheluzzi, bestes Comic Buch, für Fats Waller (mit Carlos Sampayo)
- 2007 Premio “Italia Criminale” beim Comics Festival in Treviso, Fumetti in TV, für Dimmi che non vuoi morire.
- 2011 Premio Boscarato für die beste Serie beim Comics Festival in Treviso für "Baobab".
- 2011 Premio Boscarato "libro dell'anno" beim Comics Festival in Treviso für Quaderni Ucraini (Berichte aus der Ukraine).
- 2011 Premio speciale des Comic Festivals Comicon in Neapel für Quaderni Ucraini.
- 2011 Preis zum Gedenken des Holodomor in Paris für "Les cahiers Ukrainiens".
- 2012 Premio Miglior libro dell'anno des Comic Festivals Comicon in Neapel für Quaderni russi (Berichte aus Russland).
- 2012 "Book of the year", Prix Region Centre beim Comic Festival Comicon 2012 in Blois für "Les Cahiers Russes" (Berichte aus Russland).
- 2012 Prix Micheluzzi, bestes Comic Buch, für Les Cahiers russes t. 2 : La Guerre oubliée du Caucase.
- 2013 Prix lycéen de la BD in Pibrac: "Bestes Script" für "Les Cahiers russes".
- 2013 Preis der "Mostra Internazionale dei Cartoonists" in Rapallo als bester realistischer Zeichner.
- 2016 "Best artist" des Comic Festivals Comicon 2016 in Neapel für "Quaderni Giapponesi" (Berichte aus Japan 1)
- 2016 "Author of the year" des Lucca Comics Festivals 2016 für "Quaderni Giapponesi".
- 2016 Prix Micheluzzi, bester Zeichner, für Les Cahiers japonais (Berichte aus Japan 1).
- 2016 "Premio Napoli" für die Verbreitung italienischer Kultur in der Welt.
- 2018 Book of the year award in Etna Comics 2018 für "Quaderni Giapponesi - Il vagabondo del manga" (Berichte aus Japan 2)
- 2019 La Chioma di Berenice für die Regie des Films "5 è il numero perfetto".
- 2019 Capri Hollywood Award für die Regie des Films "5 è il numero perfetto".
- 2019 New Italian Cinema Events, Premio della Città di Firenze für Drehbuch und Regie des Films "5 è il numero perfetto".
- 2019 Preis der Federazione Italiana Cinema d’Essai (FICE) für Drehbuch und Regie des Films "5 è il numero perfetto".
- 2020 Premio Asinara für Drehbuch und Regie des Films "5 è il numero perfetto".
- 2020 Lenzi Award, Preis des Centro sperimentale cinema in Rom, für die Regie des Films "5 è il numero perfetto".
- 2020 Premio Navicella (eccellenza sarda nel mondo)
- 2022 Premio speciale della Giuria Romix, für Quaderni Ucraini e Russi.
- 2023 Bruce Chatwin Preis für sein Lebenswerk.
- 2023 Peng! – Der Münchner Comicpreis in der Kategorie Bester europäischer Comic für: Berichte aus der Ukraine 2: Tagebuch einer Invasion

## Belege
1. ↑  Igort. In: Reprodukt. Abgerufen am 16. Juli 2025.
2. 1 2 3  Igort. In: avant-verlag.de. Abgerufen am 16. Januar 2021.
3. ↑  Chi siamo. In: coconinopress.it. Abgerufen am 16. Januar 2021 (italienisch).
4. ↑  Ein Blick nach Osten. In: comicradioshow.com. 12. Dezember 2011, abgerufen am 16. Januar 2021.
5. ↑  Manga do, Igort e la via del Manga. In: imdb.com. Abgerufen am 26. Januar 2021.
6. ↑  SWR2: Nüchternes Comic-Tagebuch aus dem Krieg: „Berichte aus der Ukraine 2“ von Igort. 11. April 2023, abgerufen am 22. März 2024.
7. ↑  Comic des Jahres – Preis für Schwarzweiß. In: spiegel.de. 8. Oktober 2003, abgerufen am 16. Januar 2021.

| Personendaten    | Personendaten                  |
| ---------------- | ------------------------------ |
| NAME             | Igort                          |
| ALTERNATIVNAMEN  | Tuveri, Igor (wirklicher Name) |
| KURZBESCHREIBUNG | italienischer Comiczeichner    |
| GEBURTSDATUM     | 26. September 1958             |
| GEBURTSORT       | Cagliari                       |